# Gabriela Aguilera
Gabriela Aguilera Vallejo (Santiago, 12 de agosto de 1975) es una actriz y cantante chilena. 
Parte del trío musical Pink Milk, el cual busca relevar la imagen femenina de la década de 1940.

## Biografía
Es una actriz titulada de la Universidad Católica en 1999, y luego ha desarrollado la docencia en actuación y canto en diversas instituciones de educación superior en Chile. También ha desarrollado una labor vocal en diversas aristas artísticas, mediante su participación de su agrupación musical e interpretando parte de la banda sonora de la película Violeta se fue a los cielos.
Dentro de sus actuaciones artísticas, se cuenta la obra teatral Las cosas que nunca tuve que rinde un tributo a Gabriela Mistral. También destaca la participación, junto a su grupo coral, en el Teatro del Lago, en Frutillar, durante la temporada 2012-2013.

## Filmografía
Cine
- Mujeres infieles (2004)
- Diarios de motocicleta (2004)
- Lucía (2010)
- Violeta se fue a los cielos (2011)
- No soy Lorena (2014)